# Nordisk studentsångarstämma
Nordisk studentsångarstämma, NSSS, är en körfestival som äger rum vart tredje år i Norden eller Baltikum.

## Historia
Sedan 1987 har nordiska och baltiska akademiska körer samlats vart tredje år till ett slags körfestival. Den första stämman i modern tid ägde rum 1987 under namnet Nordiskt studentsångarmöte under värdskap av de akademiska körerna i Linköping. Man tog då upp en gammal 1800-talstradition med studentsångarmöten då skandinaviska manskörer reste genom Skandinavien med tåg och båt för att träffa varandra.
Det första mötet lade vikten vid pedagogiska och sociala evenemang. Fr.o.m. 1996, då 1 400 sångare framförde Carl Orffs Carmina Burana i Köpenhamn och i Tallinn Beethovens nionde symfoni, blev mötena mer publika evenemang. I Villmanstrand (Lappeenranta) i Finland uruppfördes två stycken: Leif Segerstams symfoni nr.111 och Marcus Fagerudds Das Lied des Wassers under Leif Segerstams ledning.

## Syfte
Syftet för kommande NSSS är att samla nordiska och baltiska akademiska körer under vänskapliga och trevliga former av hög musikalisk och social kvalitet. NSSS ska arrangeras vart tredje år av lokala arrangörer.

## NSSS 1987–2028[1]
- 1987 NSSS I, Linköping, Sverige
- 1990 NSSS II, Åbo, Finland
- 1993 NSSS III, Trondheim, Norge
- 1996 NSSS IV, Köpenhamn, Danmark
- 1999 NSSS V, Tallinn, Estland
- 2002 NSSS   (inställd)
- 2005 NSSS VI, Villmanstrand, Finland
- 2008 NSSS VII, Stavanger, Norge
- 2011 NSSS VIII, Linköping, Sverige
- 2014 NSSS IX, Tartu, Estland
- 2017 NSSS X, Uleåborg, Finland [2]
- 2020 NSSS XI, Trondheim, Norge (inställd)
- 2025 NSSS XI, Linköping, Sverige[3]
- 2028 NSSS XII, Åbo, Finland